# Supliment alimentar

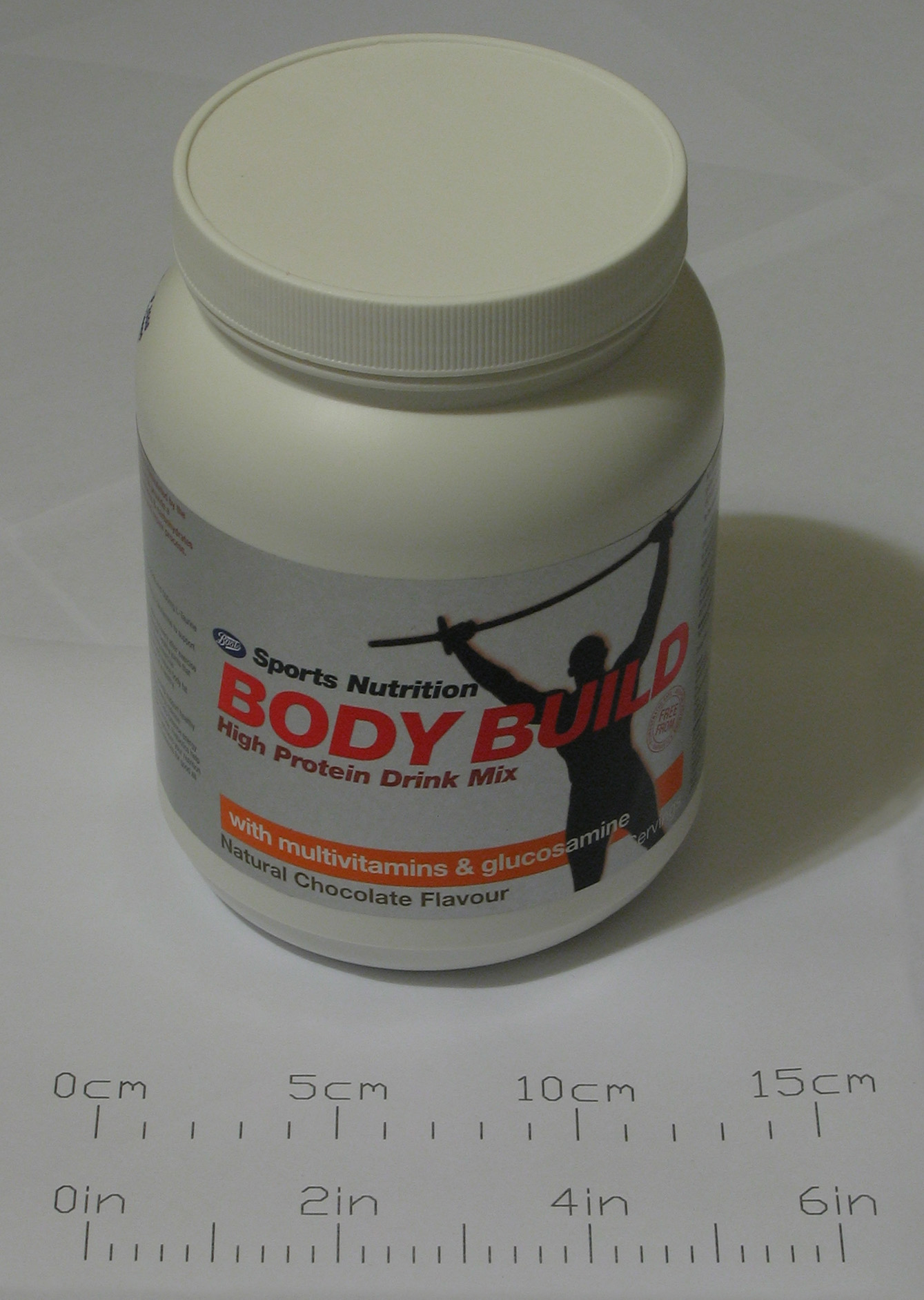
Exemplu de supliment alimentar

Suplimentele alimentare (denumite și suplimente nutritive) sunt preparate care au în compoziția lor micro- sau macronutrienți și alte substanțe comestibile, destinate a fi consumate în diferite cantități. Pot fi sub formă de tablete, capsule, drajeuri, pulberi sau lichide.  Bazele legislative referitoare la suplimentele alimentare au fost puse în Statele Unite. Reglementările sunt cuprinse în „Dietary Supplement Health and Education act of 1994”. 
Există extrem de multe studii realizate în ultimii ani pe aceste suplimente nutritive. Ele au demonstrat că sportivii care folosesc creatină monohidrată în timpul antrenamentelor observă o mărire a ratei de recuperare musculară, dar și o creștere a performanței și a randamentului din timpul exercițiilor.